# Settimio Cipolla

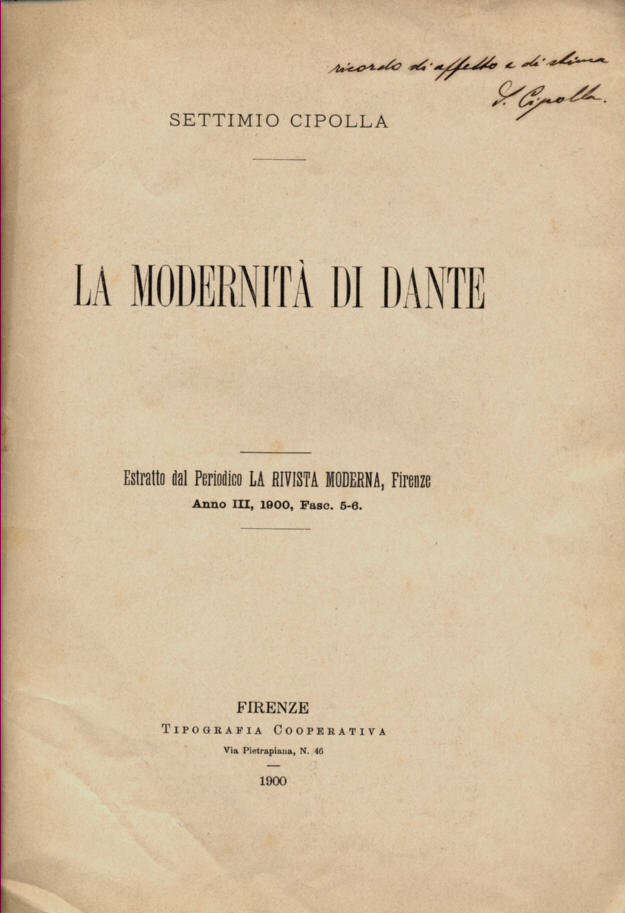
La modernità di Dante, copertina autografa, collezione Francesco Paolo Frontini

Settimio Cipolla (Taormina, 21 agosto 1852 – ...) è stato uno scrittore italiano.

## Biografia
Educatore, letterato e storico, cominciò la sua carriera scolastica da insegnante primario, poi compì gli studi superiori e concorse per l'insegnamento nei licei, ottenendo una cattedra di storia e geografia, nella quale affinò il suo valore critico.
Fu preside del R. Liceo Tommaso Gargallo di Siracusa.

## Opere
- Il Lucifero ed i suoi critici, Firenze, Tipografia della Gazzetta d'Italia, 1877.
- La critica moderna del Trezza, Firenze, Tipografia della Gazzetta d'Italia, 1879.
- Benedetto Cairoli e la rivoluzione italiana. Discorso di Settimio Cipolla, Siracusa, coi tipi del Tamburo, 1889.
- Il passo dello Stige. Chiosa dantesca, Verona, Donato Tedeschi e Figlio Edit., 1891, Stab. Tip. G. Civelli.
- Ricordo di Regina Cipolla gecchele, direttrice della scuola professionale femminile Vendramin Corner, morta in Venezia il 26 Luglio 1899, Padova, Tip. Dei Fratelli Gallina, 1899.
- La modernità di Dante, Firenze, Tip. Cooperativa, 1900.